# Gwara miejska
Gwara miejska, dialekt miejski, urbanolekt – dialekt właściwy dla obszaru miejskiego.
Według Encyklopedii języka polskiego gwara miejska to mowa niewykształconych warstw mieszkańców miast. Od języka ogólnego różni się głównie niekonsekwentnie występującymi cechami leksykalnymi i fonetycznymi, wspólnymi z sąsiadującymi z danym miastem gwarami wiejskimi. W polskim językoznawstwie czasami utożsamia się gwary miejskie i gwary zawodowe. Gwary miejskie bywają rozumiane jako warstwa pośrednia między językiem ogólnym a gwarami tradycyjnymi.
Dawni dialektolodzy postrzegali mowę miejską jako zniekształconą wersję języka standardowego, w odróżnieniu do gwar wiejskich, które uważano za „czyste” formy dialektów. Dialekty miejskie uchodziły za mniej konserwatywne, a zatem niezbyt godne uwagi. Późniejsze badania socjolingwistyczne doprowadziły jednak do odrzucenia tego poglądu i uznania gwar miejskich za przejaw różnic językowych.